# هدى هجرس
هدى هجرس (مواليد 11 مايو 1995)، هي لاعبة مصر في الوثب العالي والسباعي.

## المسيرة الرياضية
اكتسبت هدى هجرس أول تجربة دولية لها في البطولة العربية 2015 في المنامة، حيث فازت بالميدالية الذهبية برصيد 5404 نقاط، ثم شاركت في الألعاب الأفريقية في برازافيل للمرة الأولى، واحتلت المركز الخامس في السباق السباعي برصيد 5407 نقاط ووصلت إلى 1.75 في الوثب العالي. في العام التالي فازت بألعاب البحر الأبيض المتوسط تحت 23 سنة في تونس في 14.40، وحصدت الميدالية الفضية في سباق 100 م حواجز، ووصلت إلى الثامن في الوثب الطويل بـ 1.72 م. وفي البطولة الإفريقية التي أقيمت في ديربان، وصلت إلى المركز الرابع في سباق السباعي برقم قياسي وطني جديد بلغ 5555 نقطة. بعد ذلك بعامين فازت بالميدالية الفضية في البطولة الأفريقية في أسابا بـ 1.80م في الوثب العالي خلف سواسي إيريكا نونهلانهلا سياما، ولم تستطع إنهاء مسابقة السباعي في نفس المكان. في عام 2019، فازت بالميدالية الفضية في البطولة العربية بالقاهرة برصيد 5215 نقطة في السباعي، وكذلك مع الفريق المصري في 4 × 100 متر تتابع في 46.85 ث، بالإضافة إلى ذلك، كانت الرابع في سباق الحواجز في 14.92ث. في نهاية شهر أغسطس، شاركت مرة أخرى في دورة الألعاب الإفريقية بالرباط، حيث احتلت المركز الرابع في السباق السباعي برصيد 5272 نقطة ووصلت إلى المرتبة 13 الوثب العالي بتخطي 1.70م .

## أرقام شخصية
- 100 م حواجز: 14.01 ث (+1.4 م / ث)، 24 يونيو 2016 في ديربان.[8]
- الوثب العالي: 1.80 م، 2 أغسطس 2018 في أسابا.[8]
- الوثب الطويل: 5.97 م (+1.5 م / ث)، 25. أبريل 2015 في المنامة.[8]
- سباعي: 5555 نقطة، 25 يونيو 2016 في ديربان (الرقم القياسي المصري).[8]

## جوائز
| السنة | البطولة           | الرياضة      | الميدالية |
| ----- | ----------------- | ------------ | --------- |
| 2018  | البطولة الأفريقية | الوثب العالي | فضية      |

## روابط خارجية
- نبذة عن هدى هجرس  على موقع الاتحاد الدولي لألعاب القوى